# Himmelgeist
Himmelgeist, Düsseldorf-Himmelgeist – dzielnica miasta Düsseldorf w Niemczech, w okręgu administracyjnym 9, w kraju związkowym Nadrenia Północna-Westfalia, w rejencji Düsseldorf.